# Guerra Civil nas Ilhas Salomão
A Guerra Civil nas Ilhas Salomão, habitualmente referida como tensão étnica (em inglês:  The Tensions), foi caracterizada principalmente pelo combate entre o Movimento de Libertação Isatabu (também conhecido como Exército Revolucionário de Guadalcanal) e a Força Águia de Malaita (Malaita Eagle Force; ou Marau Eagle Force). 

## Antecedentes

### Crise de migração
De 1970 a 1999, a população das Ilhas Salomão cresceu 254%, com Malaita representando 30% da população do país em 1999, bem como Guadalcanal e Província Ocidental com 15% cada. A extração de madeira durante o período da década de 1990 foi a maior exportação das Ilhas Salomão, com a Província Ocidental fornecendo 51% de todas as exportações de madeira, Guadalcanal entre 10-12% e Malaita apenas 6%. Recursos mal distribuídos entre as províncias levaram a uma diferença acentuada entre a população e as receitas de exportação. Foi essa distribuição desigual que levou a uma crise migratória na capital de Honiara, à medida que as pessoas procuravam trabalho a partir do início dos anos 1980. A violência aumentou em 1998, devido ao desagrado das pessoas com a forma como o governo distribuiu as receitas de exportação e as crescentes diferenças culturais domésticas entre as províncias.

### Ambiente político
Após a eleição de Bartholomew Ulufa'alu como primeiro-ministro em 1997, a situação no país começou a deteriorar-se. As tensões entre os malaios que migravam para Guadalcanal e os nativos dessas ilhas começaram a aumentar. A situação era tensa e as milícias começaram a se formar para cuidar dos interesses de seus respectivos grupos étnicos. As mais relevantes foram o Movimento de Libertação Isatabu do lado do povo de Guadalcanal e a Força Águia de Malaita do lado dos malaitianos. Em última análise, as tensões mergulharam o país em uma espécie de guerra civil.

## Conflito

### Primeira fase
No final de 1998, os militantes da ilha de Guadalcanal começaram uma campanha de intimidação e violência contra colonos de Malaita. No início de 1999, as tensões entre os habitantes de Guadalcanal e imigrantes vindos da ilha vizinha de Malaita, levaram a confrontos violentos. O Exército Revolucionário de Guadalcanal, mais tarde conhecido como Movimento de Libertação Isatabu, exigia um governo federal para a ilha de Guadalcanal e a alteração de seu nome para Isatabu, começando a realizar ações terroristas contra os malaitanos de áreas rurais, com a intenção de forçá-los a deixar suas casas. Cerca de 20.000 malaitanos fugiram e se mudaram para a capital (Honiara) ou para a ilha de Malaita.
Enquanto isso, a Força Águia de Malaita foi criada em resposta para defender os interesses dos malaitanos. O governo não teve escolha a não ser procurar a ajuda do Secretário-Geral da Commonwealth. Em 28 de junho de 1999, chegou-se ao Acordo de Paz de Honiara. O governo reformista de Bartholomew Ulufa'alu esforçou-se para responder às complexidades do conflito em evolução. No final de 1999, o governo declarou estado de emergência de quatro meses. Houve também uma série de tentativas de reconciliação, mas sem sucesso. Apesar de uma aparente resolução do conflito, os problemas permaneceram e em junho de 2000 a violência irrompeu novamente violando o acordo de paz.
Em 5 de junho de 2000, a Força Águia de Malaita conseguiu invadir o parlamento com a ajuda de vários tanques; Ulufa'alu foi sequestrado e, embora fosse um malaita, foi alegado que ele não estaria fazendo o suficiente para proteger os interesses de seu povo. Ulufa'alu posteriormente renunciou em troca de sua libertação. O primeiro-ministro Bartholomew Ulufa'alu, foi então, deposto. Em 30 de junho, o parlamento elegeu por uma margem estreita Manasseh Sogavare - que já havia sido ministro da Fazenda no governo de Ulufa'alu mas posteriormente se juntou à oposição - como novo primeiro-ministro. Sogovare criou uma Coalizão para União Nacional, Reconciliação e Paz, que estabeleceu um programa de ações para tentar resolver o problema étnico, melhorar a economia e difundir os benefícios do desenvolvimento de forma mais equitativa. No entanto, o governo Sogarave foi extremamente corrupto e suas medidas levaram a uma deterioração da economia, da lei e da ordem.
O conflito foi causado principalmente pelo acesso à terra e outros recursos, e as revoltas e combates centralizaram-se na capital, Honiara. As mortes foram estimadas em centenas e cerca de 30.000 deslocados, principalmente malaitanos. Por causa dos combates, a atividade econômica de Guadalcanal foi profundamente afetada.
Tal situação levou a um colapso da economia. Os funcionários públicos não receberam salário durante meses em um período e reuniões do governo tiveram que ser mantidas em segredo para evitar intervenções dos senhores da guerra. As forças de segurança foram incapazes de restaurar a ordem e muitas de seus efetivos se aproveitaram para tomar partido de um lado ou de outro.
Em outubro de 2000, o Acordo de Paz de Townsville,  foi assinado pela Força Águia de Malaita, membros do Movimento de Libertação Isatabu e do governo das Ilhas Salomão. Imediatamente após, foi assinado em fevereiro de 2001 o Acordo de Paz de Marau pela Força Águia de Malaita, pelo Movimento de Libertação Isatabu, pelo Governo Provincial de Guadalcanal e pelo governo das Ilhas Salomão. No entanto, um importante líder militante de Guadalcanal, Harold Keke, recusou-se a assinar o acordo, causando uma cisão com os grupos. Posteriormente, os signatários do acordo liderados por Andrew Te'e juntaram-se com a polícia dominada pelos malaitas para formar a "Força de Operações Conjuntas". Durante os próximos dois anos, o conflito deslocou-se para a costa de Guadalcanal com as Operações Conjuntas tentando sem sucesso capturar Keke e seu grupo.

### Segunda fase
Em julho de 2003, o Governador Geral das Ilhas Salomão, com o apoio unânime do Parlamento, pediu ajuda internacional para resolver o conflito. O governo aprovou uma lei para dar amplos poderes às tropas internacionais.
Após o anúncio do envio de 300 agentes policiais e 2000 tropas da Austrália, Nova Zelândia, Fiji e Papua-Nova Guiné para Guadalcanal, o senhor da guerra Harold Keke declarou um cessar-fogo por fax em uma cópia assinada do anúncio do primeiro-ministro das Ilhas Salomão, Allan Kemakeza. Keke ostensivamente lidera a Frente de Libertação de Guadalcanal, mas tem sido descrito como bandido saqueador com base na isolada costa sudoeste (Weather Coast) de Guadalcanal. 
Em meados de julho de 2003, o parlamento das Ilhas Salomão votou por unanimidade a favor da proposta de intervenção. A força internacional começou a se reunir em um centro de treinamento em Townsville. Em agosto de 2003, uma força de paz internacional, conhecida como a Missão de Assistência Regional para as Ilhas Salomão (RAMSI) e Operação Helpem Fren, ingressou nas ilhas. Atua, desde então, como uma força policial provisória e é responsável por restaurar a lei e a ordem no país. As forças de paz foram bem sucedidas na melhoria das condições de segurança do país em geral, incluindo a intermediação da rendição do famoso senhor da guerra Harold Keke em agosto de 2003.

## Consequências da guerra
Nessa época alguns analistas consideraram o país como um Estado falido No entanto, outros acadêmicos argumentaram que ao invés de ser um "Estado falido", é um estado sem forma: um estado que nunca foi consolidado após décadas desde a independência .
Em 2009, o governo estabeleceu uma Comissão da Verdade e da Reconciliação, com a assistência do arcebispo sul-africano Desmond Tutu, para "abordar as experiências traumáticas das pessoas durante o conflito étnico de cinco anos em Guadalcanal".
A partir de então situação se estabilizou, mas o país enfrenta sérios problemas econômicos, desmatamento e malária.
Assim, a RAMSI seria oficialmente dissolvida em junho de 2017; embora desde 2013 os soldados já estivessem se retirando.